# Wittlingen
Wittlingen es un municipio en el distrito de Lörrach en Baden-Wurtemberg, Alemania. Está ubicado a unos 7 km al norte de Lörrach al margen de la Selva Negra a una altitud de 300 m s. n. m. en la región llamada Markgräflerland en la conurbación Lörrach - Weil am Rhein - Basilea. Tiene 979 habitantes. La localidad fue mencionada por vez primera en un documento del año 767 cuando fue vendido al monasterio de San Dionisio cerca de París.

## Enlaces
- Wikimedia Commons alberga una categoría multimedia sobre Wittlingen.